# Lodewijk II van Beaumont
Lodewijk II van Beaumont (1430 - Jarque, 16 oktober 1508) was een Frans-Spaanse edelman. Lodewijk II van Beaumont was graaf van Lerín, maarschalk van Huesca en constabel van Navarra.
Hij was een van de belangrijke aanvoerders van de Beaumonteses. Deze groep streed tegen de factie van de Agramonteses, aangevoerd door het adellijke geslacht Grammont.

## Leven
Lodewijk was een zoon van Lodewijk I van Beaumont en Johanna van Navarra. Toen zijn vader in 1451 samen met Karel van Viana bij Aibar gevangen werd genomen zette Lodewijk de strijd tegen de troepen van Johan II van Aragón voort, samen met zijn oom Johan van Beaumont.
In 1462 stierf zijn vader en erfde hij de titels en eigendommen. Twee jaar later, in 1464, na het Verdrag van Tarragona, gaf hij de strijd tegen Johan II van Aragón op en trouwde hij met diens natuurlijke dochter Eleonora van Aragón. Hij koos daarna partij voor Ferdinand II van Aragón, de opvolger van Johan II, die in 1479 was overleden.
In 1485 was hij aanwezig bij de kroning van Johan van Albret en Catherina van Foix, een dochter van Gaston IV van Foix, tegen wie hij zich vervolgens keerde toen hij de zijde van Ferdinand II koos. Hij werd verbannen uit Navarra en bij verstek ter dood veroordeeld. In 1494 kreeg hij van Ferdinand II van Aragón als compensatie het Markizaat van Huesca.
In 1495 nam hij opnieuw de wapens op tegen de koning van Frankrijk. In hetzelfde jaar nog werd hij echter verslagen. Hij zocht opnieuw steun bij Ferdinand II van Aragón en vluchtte naar Castilië.
In 1507 verdedigde hij het kasteel van Viana tegen de Fransen, geleid door Cesare Borgia, die een leger van 10.000 man aanvoerde. Cesare Borgia kwam bij de belegering om het leven.

## Nageslacht
Uit zijn huwelijk met Eleonora van Aragón werden twee zoons geboren:
- Lodewijk
- Ferdinand